# Francis North, 1. Earl of Guilford
Francis North, 1. Earl of Guilford (* 13. April 1704; † 4. August 1790) war ein englischer Politiker und Hofbeamter.

## Herkunft und familiäres Umfeld
Francis North entstammte einer ursprünglich bürgerlichen Familie, die im 16. Jahrhundert unter den Tudors in den erblichen Adelsstand erhoben wurde und die im 16., 17. und 18. Jahrhundert eine bedeutende Rolle in der parlamentarischen Politik sowohl im Unterhaus als auch im Oberhaus spielte und die es im 18. Jahrhundert bis zum Amt des Premierministers brachte. Über mehrere Generationen bekleideten Mitglieder der Familie den Sitz für Cambridgeshire im House of Commons. Francis North war der älteste Sohn des Francis North, 2. Baron Guilford (1673–1729) und von dessen zweiter Ehefrau Alice Brownlow. Er wurde am 13. April 1704 geboren.

## Politische und höfische Laufbahn
Francis North wurde ab 1718 in Eton erzogen und studierte ab dem 25. März 1721 am Trinity College der Universität Oxford. Nach Beendigung seines Studiums entschied er sich für eine politische Laufbahn, trat für die Tories als Kandidat für das Unterhaus für den Wahlkreis Banbury an und wurde 1727 auch gewählt. Diesen Sitz hielt er bis zum Tode seines Vaters 1729. Da er damit den Titel eines Barons Guilford und dessen Sitz im House of Lords erbte, schied er aus dem House of Commons aus und wechselte am 13. Januar 1729 als 3. Baron Guilford in das Oberhaus über. Nach dem Tod seines Vetters William North, 6. Baron North (1678–1734) am 31. Oktober 1734 erbte er auch dessen Titel und wurde zusätzlich 7. Baron North. Unter diesem älteren Titel nahm er künftig an den Sitzungen des Hauses teil.
Bereits 1730 war Francis North in den Hofdienst eingetreten. Von diesem Datum an war er Governor des Prince of Wales Frederick, ein Amt, das er bis zu dessen Tod 1751 innehatte. Er blieb auch für den neuen Prince of Wales, den späteren Köng Georg III., Governor. Am 8. April 1752 wurde er dann zum Earl of Guilford erhoben. Nach der Thronbesteigung Georgs III. wurde er am 8. April 1752 Schatzmeister der Königin (Treasurer to the Queen Consort).
Der nunmehrige 1. Earl of Guilford starb im August 1790. In seinen Titeln wurde er von seinem Sohn Frederick als 2. Earl of Guilford, 4. Baron Guilford und 8. Baron North beerbt.